# Aphelocephala
Az Aphelocephala a madarak osztályának verébalakúak (Passeriformes) rendjébe és az ausztrálposzáta-félék (Acanthizidae) családjába tartozó nem. A nemet egyes szervezetek a gyémántmadárfélék (Pardalotidae) családjának, Acanthizinae alcsaládjába sorolják.

## Rendszerezés
A nembe az alábbi 3 faj tartozik:
- déli fehérarcúmadár (Aphelocephala leucopsis)
- Aphelocephala pectoralis
- szalagos fehérarcúmadár (Aphelocephala nigricincta)

## Előfordulásuk
Ausztrália területén honosak.